# Добролёт (посёлок)
Добролёт — посёлок в Иркутском районе Иркутской области России. Входит в состав Ушаковского муниципального образования

## География
Находится к востоку от Иркутска, на 32 км автодороги 25К-010 Иркутск — Большое Голоустное, в 28 км к востоку от центра сельского поселения, села Пивовариха, на правом берегу реки Ушаковки.

## История
Поселок был образован в период с 1920 по 1930 годы XX века. В то время объединенное управление сибирских воздушных линий общества «Добролет» строило в Иркутске аэродром, ангары, авиаремонтные мастерские и другие объекты. Лес же для строительства рубили как раз в том месте, где и образовался поселок с названием Добролёт. Эту версию также описывает в своем рассказе "Добролёт" писатель Валерий Хайрюзов.
Существует еще одна версия происхождения названия поселка: на месте будущей деревни в 1920-е годы располагался аэродром «Российского общества добровольного воздушного флота» — «Добролет». Впоследствии аэродром был заброшен, но название сохранилось.
Первые жители заселяют Добролёт в 30-е годы прошлого века. Люди переезжают из соседних деревень. Например, из села Малое Голоустное. В поселок ссылают и раскулаченные семьи.
В послевоенное время Добролёт становится местом ссылки для жителей Украины, Белоруссии, Литвы, а также русских, которых во время войны угоняли на работы в Германию.
В то время Добролёте была пилорама, деревообрабатывающая мастерская, смолокуренный завод, а за 25 километров от этого поселка, в глухой тайге, находился бадано-экстракторный завод. На нем и работали ссыльные. На предприятии из корней и листьев лекарственного растения бадана делали экстракт, используемый для дубления кожи . В 1951 году завод закрыли по причине нерентабельности, некоторые строения поселка были перевезены в Добролёт.
В конце 1940-х годов поблизости располагался лагерь японских военнопленных.

## Население
| 2002 | 2010 | 2011 | 2012 |
| ---- | ---- | ---- | ---- |
| 29   | ↗33  | →33  | →33  |

## Улицы
Уличная сеть поселка состоит из одной улицы (Лесная) и трех переулков (Летний, Подгорный, Тупиковый) .

## Инфраструктура
Через Ушаковку раньше был переброшен висячий мост. Сейчас он разрушен. Здесь же находится ныне взорванная плотина, которая использовалась для накопления воды при сплаве леса.
В 2005 году в посёлке построена новая лесопилка.

## Достопримечательности
В поселке Добролёт расположена Змеиная гора. "Если подняться на неё, весь Добролёт как на ладони. Когда-то сюда, спасаясь от волков, прибегали лоси. Гора круто, почти отвесно обрывается в Ушаковку". Свое название гора получила благодаря змеям, которые распространены в этих местах. В основном, это ядовитые гадюки.
Ранее еще одной достопримечательностью Добролета был висячий мост через реку Ушаковку. Сейчас он разрушен.

## Поселок в литературе
Поселок Добролёт нашел свое отражение в творчестве русских прозаиков. В 1975 году писатель Вячеслав Шугаев написал сборник рассказов "Деревня Добролёт".
В 1997 году писатель Валерий Хайрюзов опубликовал рассказ "Добролёт" . Автор описывает жизнь поселка и жизнь его жителей.